# Niederliegendes Mastkraut
Das Niederliegende Mastkraut (Sagina procumbens), auch Liegender Knebel genannt, ist eine Pflanzenart aus der Familie der Nelkengewächse (Caryophyllaceae). Die sehr kleine Pflanze ist für Laien eher einem Moos als einer Blütenpflanze ähnlich. Sie bildet rasenartige Polster und ist relativ unempfindlich gegenüber mechanischer Beanspruchung. Sie kann deshalb beispielsweise in Pflasterritzen bis in die Innenstädte vorkommen.

## Beschreibung

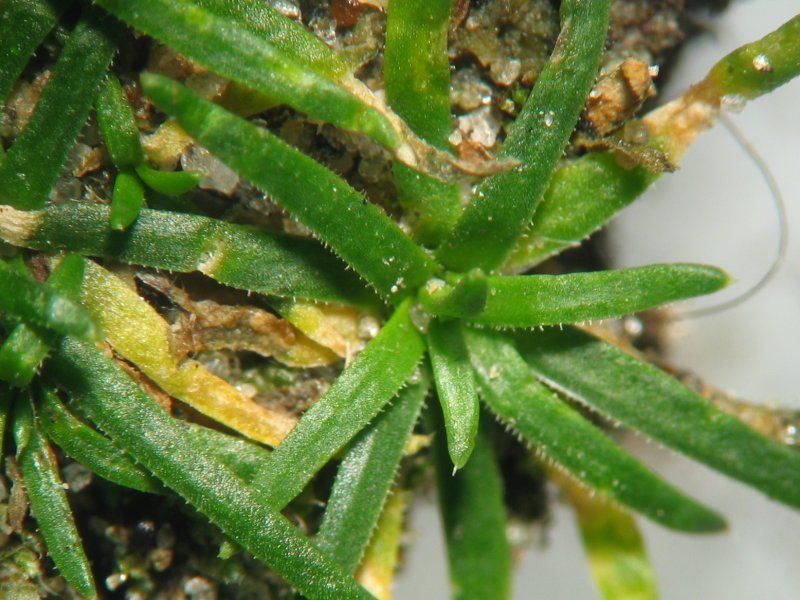
Sagina procumbens, Blattrosetten junger Pflanzen

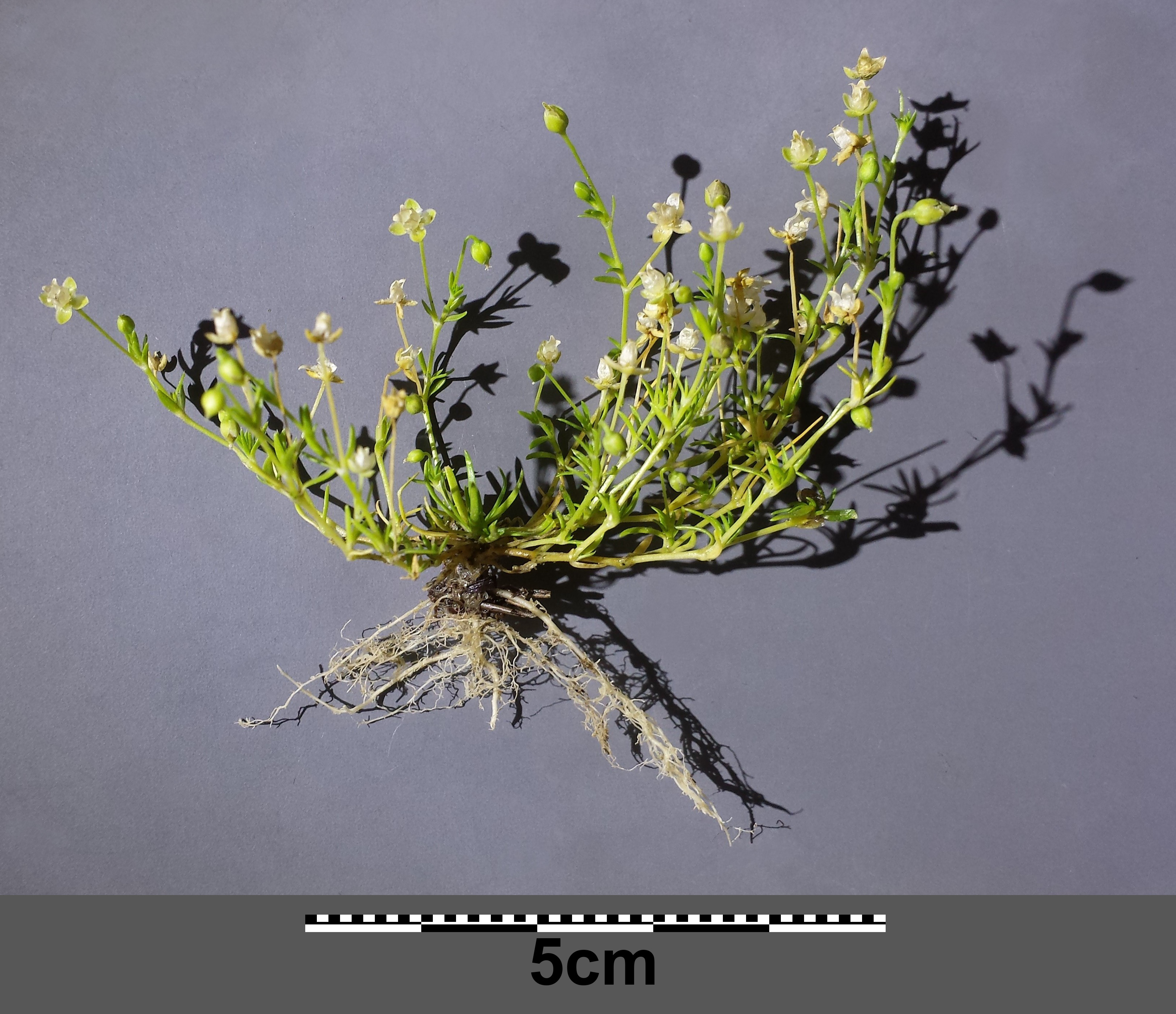
Gesamtansicht

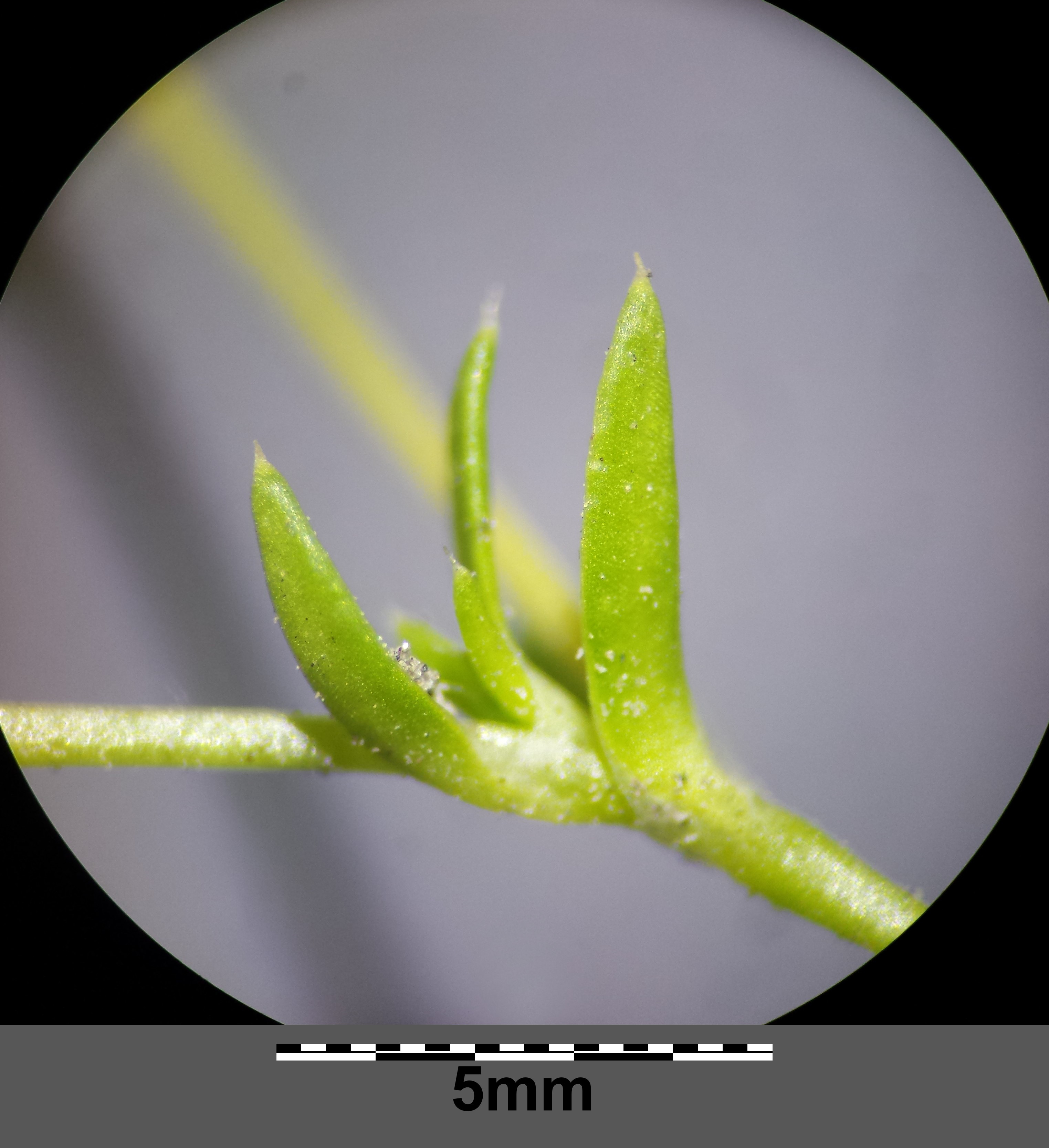
Die linealischen bis pfriemlichen Laubblätter weisen eine kurze Stachelspitze auf.

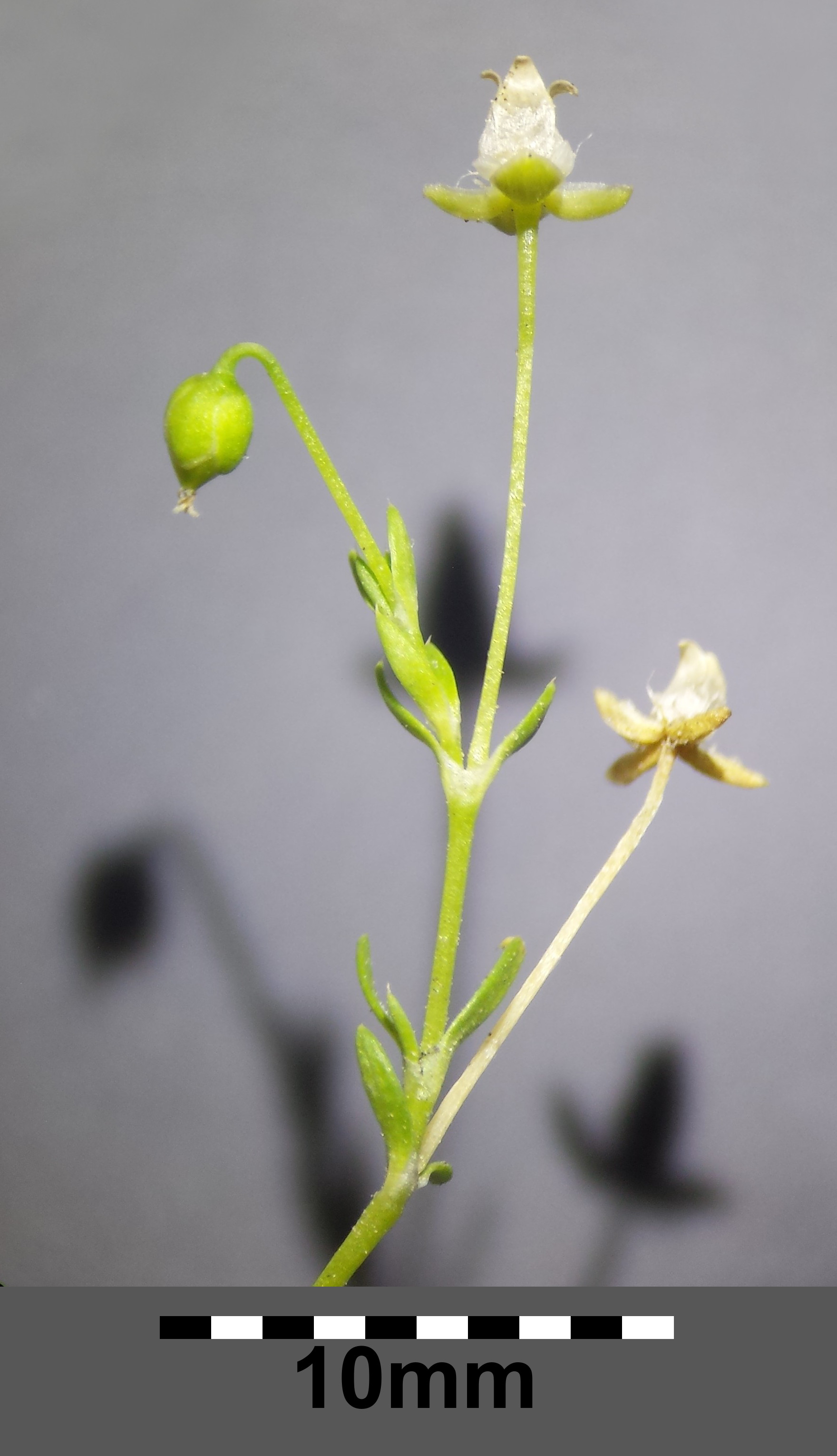
Blüten-/Fruchtstand: die Blütenstiele sind nach der Blüte abwärtsgebogen.

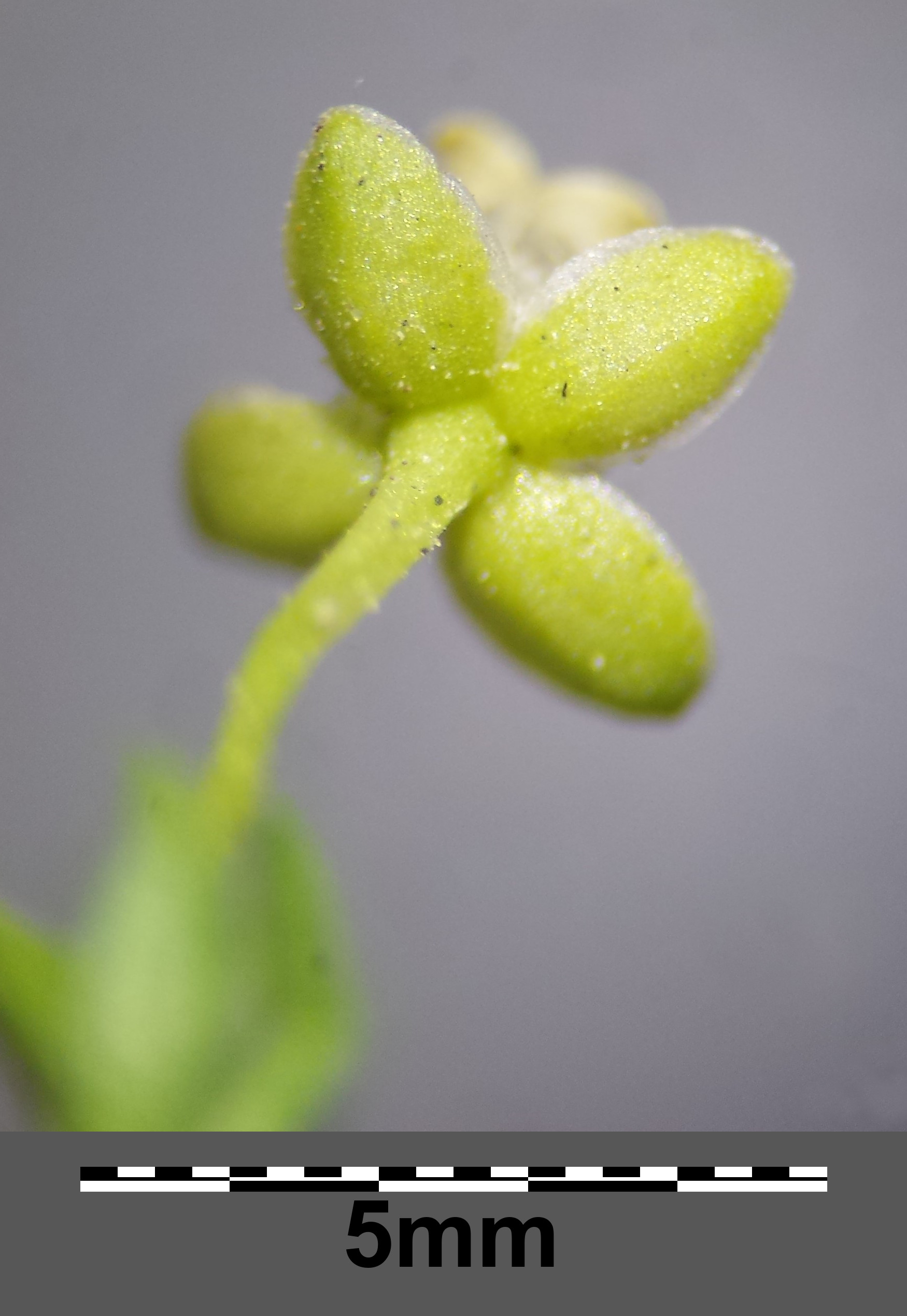
Unteransicht einer Blüte: die Kelchblätter sind vorne stumpf und weisen einen schmalen Hautrand auf.

### Vegetative Merkmale
Das Niederliegende Mastkraut ist eine sehr unscheinbare, immergrüne, ausdauernde, krautige Pflanze. Sie wächst niederliegend bis aufsteigend, bildet eine Pfahlwurzel und erreicht Wuchshöhen zwischen 2 und 5 cm. An geeigneten Stellen bildet sie niedrige rasige Bestände.
Junge Pflanzen bilden zunächst eine grundständige Blattrosette, aus der bald die verzweigten, beblätterten und blütentragenden Triebe hervorwachsen. Die niederliegenden, am Ende aufsteigenden, unbehaarten Stängel werden bis zu 20 cm lang.
Die gegenständigen Stängelblätter sind linealisch, 5 bis 15 mm lang und 1 bis 2 mm breit. Sie besitzen eine kurze Stachelspitze und sind manchmal leicht fleischig.

### Blüten und Früchte
Die Blüten sind in der Regel vierzählig, doch können an derselben Pflanze auch Blüten mit fünf Kelch- und Kronblättern vorkommen. Der Blütendurchmesser einschließlich der Kelchblätter beträgt etwa 5 mm. Pro Stängel sitzen zwei oder mehr Blüten auf langen Blütenstielen, die jeweils den Blattachseln entspringen. Die Blattstiele neigen sich nach der Blüte nach unten, vor der Fruchtreife richten sie sich aber wieder auf.

Die weißen Kronblätter sind stets kleiner als die Kelchblätter und fallen früh ab oder fehlen oft ganz. Die Kelchblätter sind bis zu 2,5 mm lang und bleiben bis zur Fruchtreife stehen. Sie sind breit elliptisch bis rundlich, haben einen häutigen weißen Rand und sind vorne abgerundet. Die Blüte hat in der Regel vier, in Ausnahmefällen bis zu acht Staubblätter. Die Blütezeit reicht von Mai bis September.
Die eiförmige Kapselfrucht überragt die Kelchblätter etwas. Sie öffnet sich mit vier oder fünf stumpfen Klappen. Die matt-braunen dreieckigen Samen sind ca. 0,3 mm lang.
Die Chromosomenzahl beträgt n = 11.

## Vorkommen
Das Niederliegende Mastkraut stammt ursprünglich aus Europa, dem westlichen Asien und den gemäßigten Zonen Nordafrikas, dort findet man es meist nur bis in Höhenlagen von etwa 700 m. Inzwischen ist es in weite Teile der Welt verschleppt worden und es gibt Vorkommen in Nordamerika, Mittelamerika, Südamerika, Asien und sogar in der Antarktis.
In den Allgäuer Alpen steigt es sogar bis zu 1710 m Meereshöhe an der Bergstation der Hochgratbahn in Bayern auf.
Häufige Fundstellen sind Äcker (besonders auf verdichteten Böden), Ufer, Wege sowie Pflasterfugen. Es bevorzugt kalkarme sandige Lehmböden und ist hier eine Zeigerpflanze für wechselfeuchte und stickstoffreiche Böden. Da es gut mechanischen Beanspruchungen widerstehen kann, ist es in Trittgesellschaften zu finden. Es ist zusammen mit dem Silbermoos (Bryum argenteum) eine Charakterart der Mastkraut-Trittgesellschaft (Bryo-Saginetum procumbentis / Polygono-Poetea). Das ist die typische Pflanzengesellschaft gepflasterter Plätze und Wege der Städte. Leicht versalzene Böden mit einem Chloridgehalt unter 0,3 % kann das Niederliegende Mastkraut ebenfalls ertragen. Es tritt üblicherweise in Gruppen auf.

## Ökologie
Das Niederliegende Mastkraut ist ein kriechender, zweijähriger oder wenige Jahre ausdauernder, krautiger, ganzjährig grüner Chamaephyt.
Die Blüten sind „Nektar führende Scheibenblumen“; und obwohl sie sehr klein sind, produzieren sie doch Nektar durch Drüsen am Grund der Staubblätter, so dass eine Insektenbestäubung vorwiegend durch Bienen und kleine Fliegen stattfindet. Bei ungünstigem Wetter bleiben die zwittrigen Blüten geschlossen und können sich selbst bestäuben, sind also kleistogam. Die Blütezeit reicht von Mai bis September.
Der Fruchtstiel ist nach der Blüte hakig nach unten gekrümmt, steht aber zur Reife wieder  aufrecht. Die Kapselfrüchte öffnen sich durch 4 oder 5 Klappen. Die sehr kleinen Samen sind durch regelmäßige Papillenreihen gezähnt; ihre Ausbreitung erfolgt als Wasserhafter durch Trittausbreitung und als Regenschwemmlinge. Fruchtreife ist von Juni bis September.
Die vegetative Vermehrung erfolgt durch Ausläufer.

## Taxonomie und Systematik
Das Niederliegende Mastkraut wurde 1753 von Carl von Linné in Species Plantarum Band 1, Seite 128 als Sagina procumbens erstbeschrieben. Synonyme sind Sagina fasciculata Poir. und Sagina procumbens subsp. atlasica Dobignard.
Man kann die folgenden Varietäten unterscheiden:
- Küsten-Niederliegendes Mastkraut (Sagina procumbens var. litoralis Rchb.) auch als Salz-Mastkraut bezeichnet. Die Form kommt auf salzigen Böden vor und ihre Blätter sind deutlich dickfleischig.
- Alpines Niederliegendes Mastkraut (Sagina procumbens var. bryoides (Froel.) Hausm.) mit den Synonymen Sagina bryoides Froel. und Sagina procumbens subsp. bryoides (Froel.) Dostál. Bei dieser Unterart ist der Blattrand kurz bewimpert und Blütenstiele, Kelch und Stängel sind mit Drüsenhaaren besetzt.
- Gewöhnliches Niederliegendes Mastkraut (Sagina procumbens var. procumbens). Dies ist die in Europa am weitesten verbreitete Form.

### Weiterführende Literatur
- Henning Haeupler, Thomas Muer: Bildatlas der Farn- und Blütenpflanzen Deutschlands. Hrsg.: Bundesamt für Naturschutz (= Die Farn- und Blütenpflanzen Deutschlands. Band 2). Eugen Ulmer, Stuttgart (Hohenheim) 2000, ISBN 3-8001-3364-4.